# Doriano Romboni

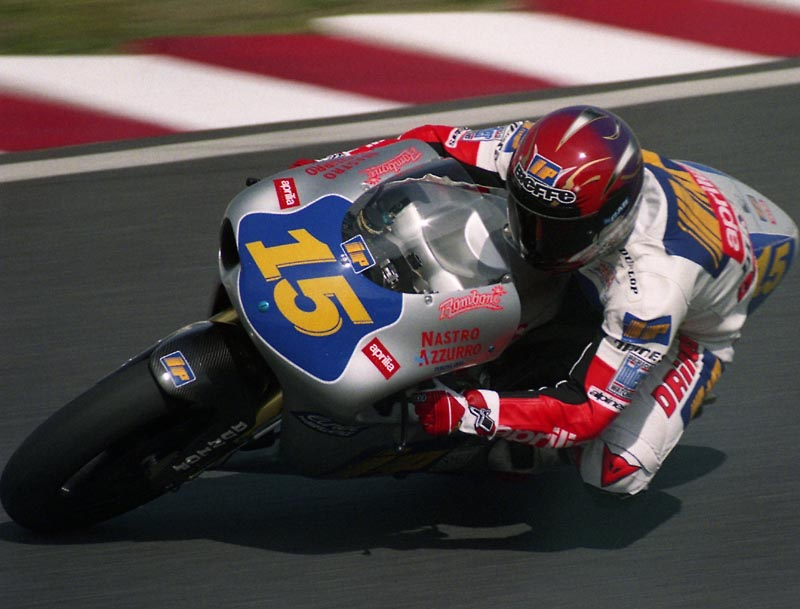
Doriano Romboni 1996 auf Aprilia beim Großen Preis von Japan

Doriano Romboni (* 8. Dezember 1968 in Lerici; † 30. November 2013 in Latina) war ein italienischer Motorradrennfahrer.

## Karriere

### 125-cm³-Klasse
Doriano Romboni gab sein Debüt in der Motorrad-Weltmeisterschaft im Jahr 1989 auf Honda in der 125-cm³-Klasse. Sein bestes Resultat dabei war der siebente Rang beim Großen Preis von Großbritannien in Donington Park. In der Gesamtwertung belegte er in seinem Premierenjahr Rang 20.
Bereits in der folgenden Saison errang der Italiener auf einer Honda des Teams Moto Club Crostolo hinter Loris Capirossi, Hans Spaan und Stefan Prein Rang vier in der Achtelliter-Weltmeisterschaft. Seinen ersten Grand-Prix-Sieg fuhr Romboni dabei beim Großen Preis von Deutschland auf dem Nürburgring ein und ließ diesem fünf Wochen später bei der Dutch TT in Assen einen weiteren folgen. Insgesamt erreichte er in diesem Jahr neben den beiden Siegen zwei zweite und zwei Dritte Plätze sowie drei Pole-Positions.

### 250-cm³-Klasse
Zur Saison 1991 wechselte Romboni in die 250-cm³-Kategorie. Er pilotierte eine Kit-Honda-RS im HB Honda Racing Team Italy und wurde 15. der Gesamtwertung. In der folgenden Saison fuhr der Italiener beim Großen Preis von Großbritannien in Donington Park hinter seinen Landsleuten Pierfrancesco Chili und Loris Reggiani seinen ersten Podiumsplatz in der Viertelliterklasse ein und belegte im Endklassement den zehnten Rang.
1993 ging Doriano Romboni im HB-Team erstmals auf einer vollwertigen Werksmaschine an den Start. Er fuhr in den ersten vier Rennen 46 Punkte ein, gewann danach die Grands Prix von Österreich und Deutschland und lag nach sechs Rennen hinter dem Yamaha-Werksfahrer Tetsuya Harada auf WM-Rang zwei. Bei der folgenden Dutch TT zog sich der Italiener bei einem Sturz einen Bruch des rechten Beines zu, weshalb er vier Rennen aussetzen musste. Romboni kehrte für die letzten vier Saisonrennen zurück und errang beim Großen Preis der USA in Laguna Seca den zweiten Platz hinter Loris Capirossi, was ihm schließlich den fünften WM-Rang einbrachte.
In der Saison 1994 steigerte sich Romboni mit einem Sieg in den USA, drei zweiten und vier dritten Plätzen mit 170 Zählern auf den vierten WM-Rang, den besten seiner Karriere. 1995 wurde der Italiener auf einer Honda des Teams von Giacomo Agostini mit einem Grand-Prix-Sieg beim Großen Preis von Rio de Janeiro in Jacarepaguá Gesamt-Neunter.

### 500-cm³-Klasse
Im Jahr 1996 ging Doriano Romboni ins Aprilia-Werksteam IP Aprilia Racing, wo er in der 500-cm³-Klasse als Einzelstarter das V2-Motorrad pilotierte. Der Motor der Maschine war ein auf 380 cm³ vergrößertes 250er-Aggregat, von dem sich der italienische Hersteller Gewichts- und Handlingvorteile gegenüber der stärker motorisierten japanischen Konkurrenz versprach. Im ersten Jahr wurde er auch aufgrund einiger Stürze und einer Verletzungspause 19., 1997 steigerte sich der Italiener auf Rang zehn und fuhr mit Rang drei bei der Dutch TT in Assen hinter Mick Doohan und Carlos Checa (beide Honda) seinen einzigen Podiumsplatz in der Königsklasse ein. Am Jahresende stellte Aprilia das Projekt ein.
Zur Saison 1998 wechselte Romboni daraufhin zum deutschen MuZ-Team, das mit Hilfe eines malayischen Investors und den Schweizer Unternehmen swissauto und Suter Racing Technology ein Motorrad für die Königsklasse gebaut hatte. Der Italiener fuhr beim ersten Saisonlauf im japanischen Suzuka mit Rang zwölf vier WM-Zähler ein, brach sich aber im Training zum folgenden Großer Preis von Malaysia in Johor das Kahnbein der rechten Hand. Da er sich bereits in den vorherigen Jahren einige Verletzungen an dieser Hand zugezogen hatte, konnte er den Rest der Saison nicht mehr an den Start gehen.

### Superbike-Weltmeisterschaft
Im Jahr 1999 ging Romboni in der Superbike-Weltmeisterschaft auf einer Ducati im privaten R & D Racing Team an den Start. Bei den ersten drei Saisonveranstaltungen fuhr er jeweils unter die besten zehn. Beim ersten Lauf der am 30. Mai in Monza durchgeführten italienischen Rennen wurde er eingangs der ersten Lesmo-Kurve unverschuldet vom Neuseeländer Aaron Slight zu Sturz gebracht und brach sich dabei erneut das bereits 1993 verletzte rechte Bein. Romboni musste den Rest der Saison aussetzen und beendete das Jahr auf dem 17. WM-Rang. 2000 trat Doriano Romboni wieder an, konnte dabei aber keine nennenswerten Erfolge vorweisen.
2003 kehrte Romboni nach drei Jahren Abstinenz noch einmal auf die Rennpisten zurück und bestritt für das Team Giesse Racing die italienische Superbike-Meisterschaft. 2004 bestritt er auf einer Yamaha YZF-R1 des Teams noch einmal vier Rennen in der WM. Nach der Saison beendete Romboni seine aktive Laufbahn.
Im Jahr 2004 war Doriano Romboni in einen schweren Autounfall auf der Autostrada A15 verwickelt. Sein Wagen prallte in einen LKW, der auf dem Seitenstreifen stand. Der Italiener zog sich dabei Verletzungen an Milz und Lunge zu.

### Nach der aktiven Karriere
Im Jahr 2012 arbeitete Doriano Romboni als Sportdirektor beim Team Puccetti Racing Kawasaki. 2013 betreute er als Riding-Coach für das Team Italia FMI den Fahrer Franco Morbidelli und gewann mit ihm den Titel in der Superstock-600-Europameisterschaft. 2014 sollte Romboni im Team Italia FMI den abgewanderten Roberto Locatelli die Moto3-WM-Piloten Andrea Locatelli und Matteo Ferrari betreuen.

### Tödlicher Unfall
Doriano Romboni starb am 30. November 2013 im Alter von 44 Jahren an schweren Verletzungen, die er sich Stunden zuvor bei einem Sturz während des Sic Supermoto Day zugezogen hatte. Die Veranstaltung, ein Supermoto-Rennen zu Ehren des 2011 in Sepang tödlich verunglückten Rennfahrers Marco Simoncelli, fand auf dem Circuito del Sagittario in Latina nahe Rom statt. Mit dem Wohltätigkeitsrennen sollte Geld für die Marco-Simoncelli-Stiftung gesammelt werden.
Das Unglück ereignete sich um 13:41 Uhr während des zweiten Qualifikationstrainings. Romboni verlor beim Herausbeschleunigen aus Kurve 12 die Kontrolle über seine Maschine, kam zu Sturz, rutschte über ein Rasenstück ins Infield und kehrte in Kurve sieben auf die Strecke zurück. Der ihm dort entgegenkommende Gianluca Vizziello konnte nicht mehr ausweichen und überfuhr ihn. Rombonis Helm wurde zerstört und der Italiener erlitt ein schweres Schädel-Hirn-Trauma. Er blieb regungslos liegen und wurde von den herbeigeeilten Piloten, die Zeuge des Unfalls wurden – unter ihnen Max Biaggi und Danilo Petrucci – erstversorgt und von den Rettungskräften am Unfallort wiederbelebt. Kurze Zeit später sollte er per Hubschrauber in ein Römer Krankenhaus verbracht werden. Jedoch traten auf dem Flug Komplikationen auf, weshalb man sich entschloss, nach Latina zurückzukehren, wo Romboni im Krankenhaus Santa Maria Goretti versorgt wurde. Um etwa 17 Uhr erfolgte eine als nahezu aussichtslos angesehene Notoperation am Kopf, bei der ein Ödem entfernt werden sollte. Minuten später konnten die Ärzte nur noch seinen Tod feststellen.
Romboni hinterließ drei Kinder. Seine zweite Ehefrau Sara hatte ihn zusammen mit den vier und drei Jahre alten Töchtern an die Strecke begleitet. Nach dem Unfall wurden alle Rennen abgesagt.

“Non posso crederci, Doriano Romboni un mio Amico, rivale di mille battaglie, un combattente con tanto cuore.”

„Ich kann es nicht glauben, Doriano Romboni, mein Freund, Rivale in tausend Zweikämpfen, ein Kämpfer mit großem Herz.“

## Statistik

### Erfolge
- 6 Grand-Prix-Siege

### In der Motorrad-Weltmeisterschaft
| Saison | Klasse  | Team                       | Motorrad       | Rennen | Siege | Zweiter | Dritter | Poles | Schn. Runden | Punkte | Ergebnis |
| ------ | ------- | -------------------------- | -------------- | ------ | ----- | ------- | ------- | ----- | ------------ | ------ | -------- |
| 1989   | 125 cm³ |                            | Honda          | 10     | –     | –       | –       | –     | –            | 20     | 20.      |
| 1990   | 125 cm³ | Moto Club Crostolo         | Honda          | 12     | 2     | 2       | 2       | 3     | –            | 130    | 4.       |
| 1991   | 250 cm³ | HB Honda Racing Team Italy | Honda RS kit A | 12     | –     | –       | –       | –     | –            | 32     | 15.      |
| 1992   | 250 cm³ | HB Italy                   | Honda SPL      | 13     | –     | –       | 1       | –     | –            | 43     | 10.      |
| 1993   | 250 cm³ | HB Racing Team Italy       | Honda NSR      | 11     | 2     | 1       | 1       | 2     | –            | 139    | 5.       |
| 1994   | 250 cm³ | HB Racing Team Italy       | Honda NSR      | 13     | 1     | 3       | 4       | 2     | –            | 170    | 4.       |
| 1995   | 250 cm³ | Honda Team Agostini        | Honda NSR      | 8      | 1     | –       | 1       | –     | –            | 75     | 9.       |
| 1996   | 500 cm³ | IP Aprilia Racing Team     | Aprilia V2     | 8      | –     | –       | –       | –     | –            | 23     | 19.      |
| 1997   | 500 cm³ | IP Aprilia Racing Team     | Aprilia V2     | 13     | –     | –       | 1       | –     | –            | 88     | 10.      |
| 1998   | 500 cm³ | MuZ ROC Rennsport          | MuZ            | 1      | –     | –       | –       | –     | –            | 4      | 28.      |
| Gesamt | Gesamt  | Gesamt                     | Gesamt         | 101    | 6     | 6       | 10      | 7     | 0            | 724    |          |

### In der Superbike-Weltmeisterschaft
| Saison | Team               | Motorrad      | Rennen | Siege | Zweiter | Dritter | Poles | Schn. Runden | Punkte | Ergebnis |
| ------ | ------------------ | ------------- | ------ | ----- | ------- | ------- | ----- | ------------ | ------ | -------- |
| 1999   | R & D Racing Team  | Ducati        | 7      | –     | –       | –       | –     | –            | 44     | 17.      |
| 2000   | R & D Bieffe       | Ducati RS 996 | 3      | –     | –       | –       | –     | –            | 14     | 35.      |
| 2004   | Giesse Racing Team | Yamaha YZF-R1 | 4      | –     | –       | –       | –     | –            | 3      | 34.      |
| Gesamt | Gesamt             | Gesamt        | 14     | 0     | 0       | 0       | 0     | 0            | 61     |          |

## Verweise